# Saint-Herblain
 Saint-Herblain  es una comuna y población de Francia, en la región de País del Loira, departamento de Loira Atlántico, en el distrito de Nantes. La comuna se extiende por los cantones de Saint-Herblain-Est y Saint-Herblain-Ouest-Indre.
Está integrada en la Communauté urbaine Nantes Métropole.

## Demografía
| 2 000 | 1 830 | 2 302 | 2 192 | 2 375 | abs. | 2 267 | 2 410 | 2 449 | 2 482 | 2 607 | 2 578 | 2 611 | 2 569 | 2 603 | 2 683 | 2 508 | 2 535 | 2 589 | 2 664 | 2 874 | 3 345 | 3 981 | 4 678 | 5 506 | 7 636 | 11 990 | 17 568 | 39 867 | 41 958 | 42 774 | 43 726 | 43 516 |
| Para los censos de 1962 a 1999 la población legal corresponde a la población sin duplicidades (Fuente: INSEE [Consultar]) |       |       |       |       |      |       |       |       |       |       |       |       |       |       |       |       |       |       |       |       |       |       |       |       |       |        |        |        |        |        |        |        |

Su población municipal en 2007 era de 43 516 habitantes, 23 220 en el cantón Este y 20 296 en el cantón Oeste. Forma parte de la aglomeración urbana de Nantes.

## Personalidades relacionadas con la comuna
- Jean Bouchaud, pintor del siglo XX.[8]